# Mobile Fidelity Sound Lab
Mobile Fidelity Sound Lab (MFSL o MoFi) és un segell discogràfic especialitzat en la producció d'enregistraments audiòfils. La companyia és molt coneguda per les seves edicions limitades remasterizadas de LPs en vinil, compact discs, i Super Audio CDs, però també ha produït altres formats.
Al final de la dècada de 1970, el segell va guanyar una reputació d'àudio d'alta qualitat a partir dels seus Original Master Recording LPs, que havien estat gravats amb el seu procés de masterització a mitja velocitat. La companyia va fer fallida el 1999, però va ser comprada per Music Direct a Chicago. Al segle xxi, les vendes de Mobile Fidelity van créixer amb un renovat interès pel vinil.